# Perdermi (album Juli & Julie)
Perdermi è un album del duo musicale italiano Juli & Julie, pubblicato dall'etichetta discografica Yep nel 1980.
L'album è realizzato sotto la direzione artistica di Elio Palumbo. Gli arrangiamenti e la direzione orchestrale di 9 dei 10 brani sono curati da Toto Torquati, 
mentre in Gioca tali ruoli sono svolti da Pezzolla.

## Tracce

### Lato A
1. Perdermi
2. Portami con te
3. Amore, amore
4. Amore grande
5. Maestra in amore

### Lato B
1. Gioca
2. Piccole emozioni
3. Questione di pelle
4. Walkie-Talkie
5. Vino amaro